# Henryk Szordykowski
Henryk Jan Szordykowski (Iłowo, 1944. június 3. – 2022. december 25.) fedettpályás Európa-bajnok lengyel atléta.
800 és 1500 méteren indult versenyein, első nagy nemzetközi versenye az 1966-os budapesti Európa-bajnokság volt, ahol nyolcadik lett a hosszabb számban. A mexikói olimpián is mindkét számban indult, de eredményesebb itt is 1500 méteren volt, ahol 7. lett. Első érmeit az 1969-es fedett pályás atlétikai Európa-bajnokságon szerezte, ezüstérmes lett 800 méteren, aranyérmes a vegyes váltóval. Később is a fedett pályás Európa-bajnokságok voltak legnagyobb sikereinek színhelyei, 1500 méteren további négy aranyérmet nyert.
Két érmet szerzett szabadtéri Európa-bajnokságokon, 1500 méteres síkfutásban 1969-ben bronzérmet, 1971-ben ezüstérmet. Indult az 1972-es müncheni olimpián is, itt az elődöntőben kiesett 1500-on. Még 1975-ben is ott volt az Európa-bajnokságon, itt hatodik lett. 800 méteren háromszor (1966, 1967, 1969), 1500 méteren négyszer (1968, 1971, 1972, 1974) nyert lengyel országos bajnokságot.

## Egyéni legjobbjai
szabadtéren
| Táv        | Idő      | Hely      | Dátum               |
| ---------- | -------- | --------- | ------------------- |
| 800 méter  | 1:46,6   | Grosseto  | 1968. július 30.    |
| 1000 méter | 2:19,1   | Wałcz     | 1967. július 18.    |
| 1500 méter | 3:38,2   | Varsó     | 1969. augusztus 29. |
| 3000 méter | 7:50,2   | Bydgoszcz | 1976. június 22.    |
| 5000 méter | 13:33,58 | Zürich    | 1975. augusztus 20. |

fedett pályán
| Táv        | Idő    | Hely    | Dátum             |
| ---------- | ------ | ------- | ----------------- |
| 800 méter  | 1:47,1 | Belgrád | 1969. március 9.  |
| 1500 méter | 3:41,4 | Szófia  | 1971. március 14. |